# 서울추모공원
서울추모공원은 서울시립승화원의 포화 문제를 해결하기 위해 서초구 원지동에 들어선 화장장 및 추모시설이다.
1998년에 제2화장장 설립을 확정했으며, 2010년 3월 25일 기공식을 갖고, 2011년 12월 14일  준공, 2012년 1월 16일 개원했다.

## 교통
양재대로와 헌릉로를 잇는 양재대로12길에서 서울추모공원 전용터널을 거쳐 진입할 수 있다. 터널의 상부에는 은은한 조명을 통해 경건한 분위기를 느끼도록 했다. 그리고 청계산로에서 이어지는 진입로도 있다.

## 대통령 화장
11, 12대 전두환(가족장), 13대 대통령 노태우(국가장)을 화장 의식을 거행한 화장시설이다. 노태우 13대 대통령은 3번 화장로에서 전두환 11.12대 대통령은 9번 화장로에서 화장되었다,

## 논란
주민들이 화장장 건립을 반대해 대법원까지 올라간 사건이 있었다.

## 같이 보기
- 서울시립승화원 (서울·고양)